# Assistente operatore
L'assistente operatore è una figura professionale dell'industria cinematografica inquadrata nel reparto fotografia.
Lavora a stretto contatto con l'operatore di macchina e con il direttore della fotografia essendo responsabile del funzionamento dell'impianto tecnico relativo alle riprese.
Durante la fase di preparazione delle riprese è compito dell'assistente operatore controllare che tutto il corredo necessario alle riprese sia perfettamente funzionante da un punto di vista meccanico, ottico ed elettronico.
Durante la fase di ripresa esegue i cambi di fuoco necessari, controlla che tutti i parametri tecnici (diaframma, sensibilità del supporto, cadenza di ripresa, filtri) siano corretti e corrispondenti alle esigenze del direttore della fotografia, controlla la pulizia del pattino dove scorre la pellicola garantendo attraverso questa operazione, per quanto possibile, l'assenza di eventuali difetti sul negativo come rigature ed impurità prodotte dal trascinamento e dalla pellicola, garantisce la manutenzione delle attrezzature e coordina tecnicamente il reparto.
In Italia assieme alle altre figure professionali della ripresa l'assistente operatore è rappresentato dall'AITR (Associazione Italiana Tecnici di Ripresa)